# (2779) Mary
(2779) Mary – planetoida z pasa głównego asteroid okrążająca Słońce w ciągu 3 lat i 107 dni w średniej odległości 2,21 j.a. Została odkryta 6 lutego 1981 roku w Lowell Observatory (Anderson Mesa Station) przez Normana Thomasa. Nazwa planetoidy pochodzi od Maryanny Ruth Thomas, żony odkrywcy. Przed nadaniem nazwy planetoida nosiła oznaczenie tymczasowe (2779) 1981 CX.